# Paweł Mykietyn
Paweł Jan Mykietyn (ur. 20 maja 1971 w Oławie) – polski kompozytor i klarnecista, a także nauczyciel akademicki.

## Życiorys
W 1997 ukończył studia kompozytorskie na Akademii Muzycznej im. Fryderyka Chopina w Warszawie w klasie profesora Włodzimierza Kotońskiego. W latach 1997–2001 był kierownikiem muzycznym Teatru Studio im. Stanisława Ignacego Witkiewicza, a w 2008 został kierownikiem muzycznym Nowego Teatru w Warszawie. Został też wykładowcą na Wydziale Dyrygentury, Kompozycji i Teorii Muzyki Akademii Muzycznej im. Stanisława Moniuszki w Gdańsku.
Komponował dla różnych instytucji (Polskie Radio, Teatr Wielki – Opera Narodowa), festiwali (Warszawska Jesień), artystów (Jerzy Artysz, Elżbieta Chojnacka).
Jako kompozytor muzyki dla spektakli teatralnych wielokrotnie współpracował z Krzysztofem Warlikowskim. Pracował także z takimi reżyserami jak Piotr Cieślak i Grzegorz Jarzyna. Jest twórcą muzyki filmowej, m.in. do noweli Ojciec w ramach produkcji Solidarność, Solidarność..., a także do filmów Ono, 33 sceny z życia i W imię... Małgorzaty Szumowskiej, Tatarak i Wałęsa. Człowiek z nadziei Andrzeja Wajdy czy Essential Killing i Io Jerzego Skolimowskiego.
Członek krajowy czynny Polskiej Akademii Umiejętności.

## Odznaczenia i wyróżnienia
Odznaczony Krzyżem Kawalerskim Orderu Odrodzenia Polski (2011) oraz Srebrnym Medalem „Zasłużony Kulturze Gloria Artis” (2015).
Otrzymał dwie Polskie Nagrody Filmowe za najlepszą muzykę do filmów 33 sceny z życia i Essential Killing, był także nominowany do Orła w tej kategorii za pracę przy filmach Ono i Tatarak. Pięciokrotnie nagradzany za muzykę w konkursie głównym Festiwalu Polskich Filmów Fabularnych w Gdyni (za Ono, 33 sceny z życia, Trick, Essential Killing i 11 minut). Za muzykę do filmu Essential Killing otrzymał także nagrodę Prix France Musique Sacem 2012.
W 2008 za swoją II Symfonię otrzymał jako pierwszy Nagrodę Mediów Publicznych „Opus” w dziedzinie muzyki poważnej. Zdobywał także nagrodę Fryderyka dla kompozytora muzyki poważnej. W 2000 wyróżniony Paszportem „Polityki” w kategorii muzyka poważna. W 2015 wyróżniony Nagrodą Specjalną im. Konrada Swinarskiego.

## Kompozycje
- ...Choć doleciał Dedal..., trio na fortepian, klarnet i wiolonczelę (1990)
- La strada, na trzy instrumenty (1991)
- Cztery preludia, na fortepian (1992)
- U Radka na klarnet, puzon, wiolonczelę i fortepian (1993)
- 3 for 13, dla trzynastu wykonawców (1994)
- Sonatina für Alina, na saksofon altowy i taśmę (1994)
- Eine kleine Herbstmusik, na 11 instrumentów (1995)
- Epifora, na fortepian i taśmę (1996)
- Koncert na fortepian i orkiestrę (1996)
- ...Na temat własny, na zespół kameralny (1997)
- Four for four, na klarnet, puzon, wiolonczelę i fortepian (1997)
- Koncert na wiolonczelę i orkiestrę (1998)
- Commencement de siècle, na zespół kameralny i live electronics (1999)
- Before «Four for four», na klarnet, puzon, wiolonczelę i fortepian (1999)
- Koncert na skrzypce i orkiestrę (1999)
- Sonety Shakespeare’a, na sopran męski i fortepian (2000)
- Ignorant i szaleniec, opera kameralna (2001)
- Ładnienie (2004)
- II Kwartet smyczkowy (2006)
- II Symfonia (2007)
- Pasja według św. Marka, na orkiestrę, sopran, chór i recytatora (2008)
- Symfonia Vivo XXX (2010)
- III Symfonia, na alt i orkiestrę (2011)
- Król Lear, musical w dwóch aktach (2012)
- Koncert na flet i orkiestrę (2013)
- Hommage à Oskar Dawicki, na orkiestrę symfoniczną (2014)
- Czarodziejska Góra, opera (2015)
- Herr Thaddäus, na elektronikę i orkiestrę symfoniczną w przestrzeni (2017)[7]
- Dwie Ragi, na tablę (2017)
- Dwie Arabeski, na fortepian solo (2018)
- Koncert na skrzypce i orkiestrę (2019)
- II Koncert na wiolonczelę i orkiestrę (2019)
- Perpetuum Stabile na kwartet fortepianowy (2019)
- Voyelles, na głos, światła i zespół kameralny (2022)
- Ash na orkiestrę (2023) – dedykowane Sinfonii Varsovii[8]